# Parafia Najświętszej Maryi Panny Wspomożenia Wiernych w Lipinkach
Parafia Najświętszej Maryi Panny Wspomożenia Wiernych w Lipinkach – parafia rzymskokatolicka, znajdująca się w diecezji pelplińskiej, w dekanacie Jeżewo.